# Veronika Drolc
Veronika Drolc, slovenska igralka in prevajalka, * 31. marec 1963, Ljubljana.
Veronika Drolc je diplomirala na ljubljanski AGRFT. Delovala je v Drami SNG Ljubljana, Mestnem gledališču ljubljanskem, Slovenskem mladinskem gledališču, Primorskem dramskem gledališču, Slovenskem stalnem gledališču v Trstu, Prešernovem gledališču Kranj. Nato je do leta 1989 igrala v Hrvaškem narodnem gledališču v Splitu, med letoma 1989 in 1993 je nastopala v gledališču Theater an der Ruhr v Mülheimu, zatem pa v Stadttheater v Celovcu v letih 1996, 1998 in 1999.
Poleg igralskega dela se ukvarja tudi s prevajanjem.

## Nagrade
- študentska Prešernova nagrada
- zlata ptica
- zlati lovorjev venec na festivalu MES v Sarajevu
- nagrada Gordana Kosanović na beograjskem festivalu BITEF 1989 (skupaj s Predragom Mikijem Manojlovićem)
- dvakrat nagrada Branka Gavelle na Gavellinih večerih (Zagreb),
- nagrada Prešernovega sklada (1989)
- nagrada Vesna (2001)
- nagrada strokovne žirije Borštnikovega srečanja 2003 in za naslovno vlogo v predstavi Fedra Jeana Racina v režiji Françoisa-Michela Pesentija (2004)
- Severjeva nagrada (1988, 2005)